# Мауро П'яченца
Мауро П'яченца (італ. Mauro Piacenza, 15 вересня 1944 року, Генуя) — італійський архієпископ, кардинал, великий пенітенціарій з 21 вересня 2013 року.

## Біографія
Народився в Генуї 15 вересня 1944 року.
Він був студентом Головної архієпископської семінарії Генуї. Закінчив з відзнакою канонічне право в Папському Латеранському університеті.
Висвячений на священика 21 грудня 1969 року, він спочатку виконував служіння парафіяльного вікарія, духовника великої архієпископської семінарії, університетського капелана та викладача релігії в деяких державних середніх школах. Потім займав такі посади:
- викладач канонічного права на Богословському факультеті Північної Італії
- викладач сучасної культури Лігурійського вищого інституту релігійних наук
- викладач Єпархіального інституту богослов'я для мирян
- Архієпископський делегат з питань університету та культури
- Єпархіальний помічник церковного руху культурної заангажованості
- Архієпископський прес-службовець
- Суддя єпархіального та обласного Лігурійського церковних судів
- Канон митрополичого собору Генуї

Також П'яченца був відвідувачем і сповідником численних релігійних громад.
Протягом десяти років він редагував релігійні колонки для двох лігурійських телевізійних станцій. Він керував роздумами про святкові Євангелії в деяких газетах. Він є автором деяких публікацій про духовність та стосунки Церкви та держави, а також деяких томів, що стосуються священства служіння та Другого Ватиканського Собору. Він проповідував численні курси вправ і духовних реколекцій для духовенства та різних монастирських і релігійних спільнот загалом. Він є автором численних статей про церковну формацію.
У 1990 році був покликаний на службу до Римської курії в Конгрегації у справах духовенства, де виконував обов'язки глави канцелярії та заступника секретаря.
13 жовтня 2003 року Святіший Отець Іоанн Павло II призначив його головою Папської комісії культурної спадщини Церкви, піднявши його до статусу єпископату та надавши титульної Церкви Вітторіани. Наступного року той самий верховний понтифік також призначив йому головування в Папській комісії священної археології.
7 травня 2007 року Святіший Отець Бенедикт XVI призначив його Секретарем Конгрегації в справах духовенства, одночасно підвищивши його до гідності архієпископа. 7 жовтня 2010 року той самий понтифік призначив його префектом Конгрегації в справах духовенства.
20 листопада 2010 року Святіший Отець Бенедикт XVI присвоїв йому звання кардинала, призначивши дияконом Святого Павла біля Трьох Фонтанів.
21 вересня 2013 року Святіший Отець Франциск призначив його Головою Пенітенціарної установи.
Він є членом Конгрегації богослужіння та Дисципліни Таїнств і Конгрегації в справах святих.
Він є міжнародним президентом папського фонду « Допомога Церкві в потребі» . [Архівовано 26 січня 2022 у Wayback Machine.]